# NHK下関ラジオ中継放送所
NHK下関ラジオ中継放送所（エヌエイチケイしものせきラジオちゅうけいほうそうしょ）は、山口県下関市にあるNHK山口放送局の中波放送中継局である。

## 概要
下関市向洋町1丁目6番地（東駅地区、下関運動公園そば）の丘陵地に設けられており、下関市街地を中心に県西部向けに電波を発射している。
元々はNHK下関支局に属する送信所であったが、現在は下関支局の独自放送が行われていないため、山口放送局の番組が送出されている。また支局自体は開設時から敷地内にあったが、1996年に山口県国際総合センター（海峡メッセ）へ移転した。

## 中継局概要
| 放送局名             | コールサイン | 周波数  | 空中線電力 | 放送対象地域 | 放送区域内世帯数 |
| NHK山口ラジオ第1放送 | （JOUQ）     | 1026kHz | 100W       | 山口県下関市 | -                |
| NHK山口ラジオ第2放送 | （JOUZ）     | 1359kHz | 100W       | 全国         | -                |

- コールサインは、現在廃止。
- なお、ラジオ第2放送には、1962年3月31日から1982年10月31日まで「JOUU」が、割り当てされていた。この「JOUU」は、廃止から3年1か月後の1985年12月1日に開局した同じ山口県を放送対象区域とするエフエム山口に再び割り当てられた。
- また、ラジオ第1放送に割り当てされていたコールサイン「JOUQ」は、1948年7月1日から1967年10月31日まで、同じ山口県にある萩ラジオ中継放送所に割り当てされていた。「JOUQ」付与以前には「JOUI」が付与されていたが、こちらは、1994年4月1日に開局した鹿児島讀賣テレビに再び付与された。